# Skattkammaren
För andra betydelser, se Skattkammaren (olika betydelser).

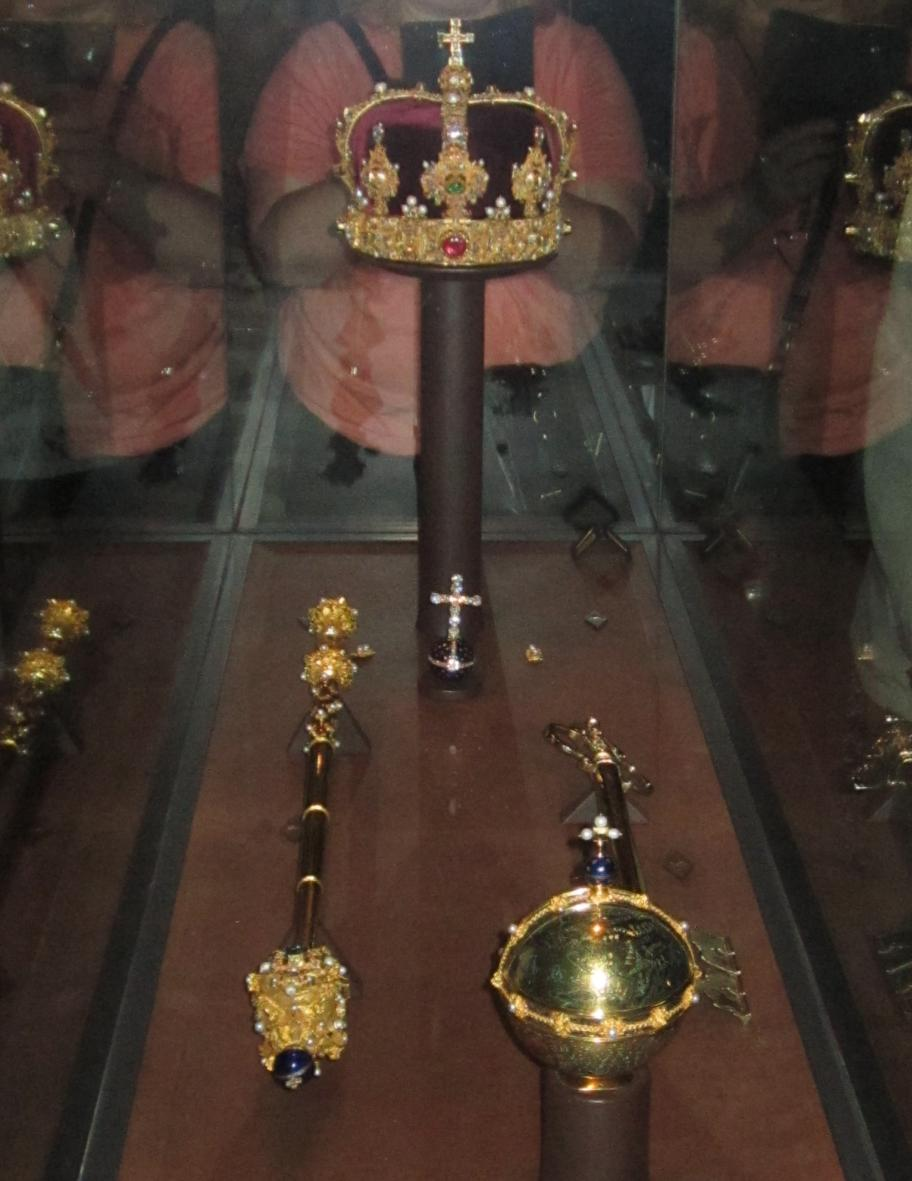
Erik XIV:s krona, här med bland annat kungaspiran och äpplet, är ett av föremålen i Skattkammaren.

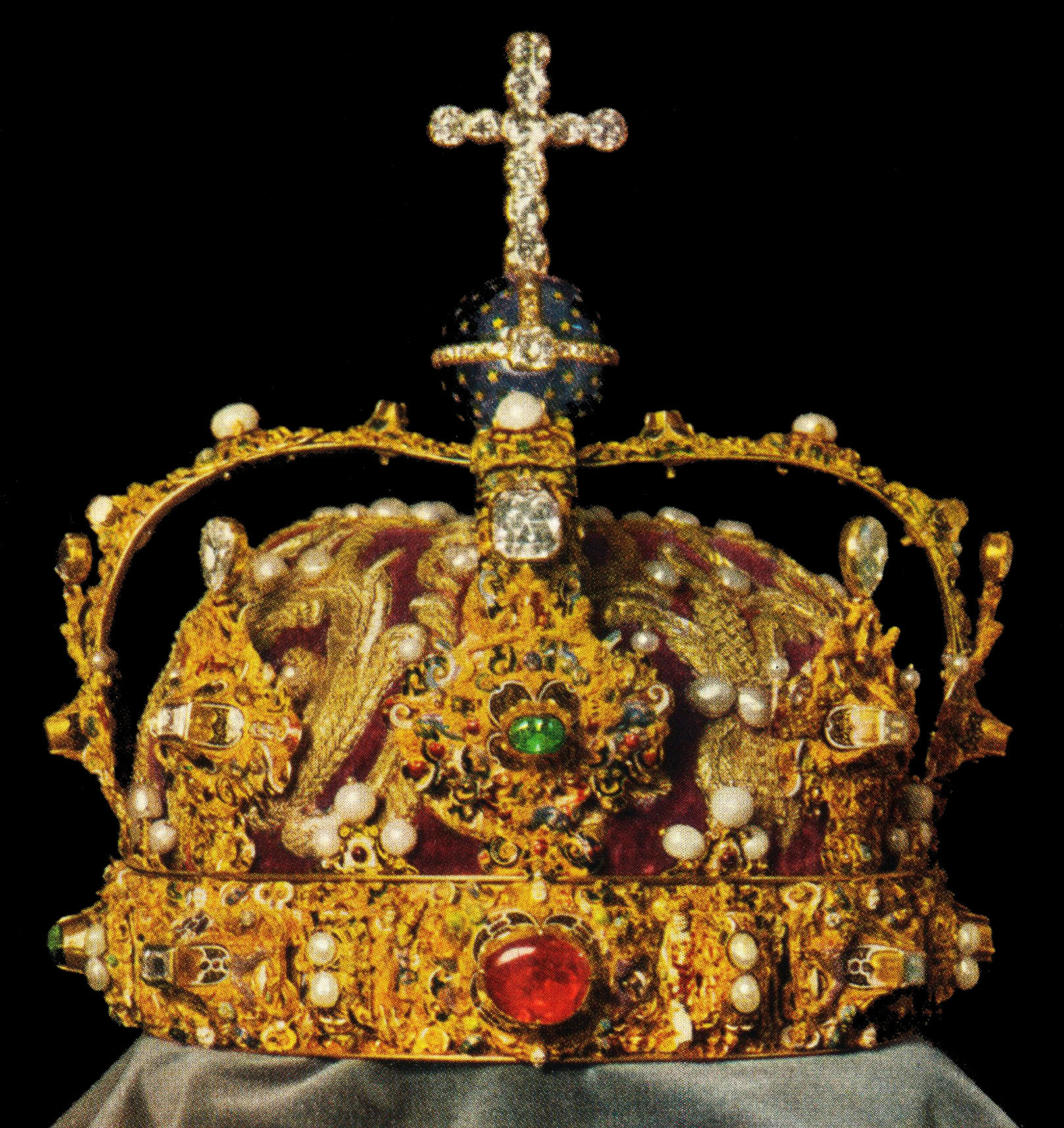
Kungakronans utseende mellan 1909 och 1970, innan den ställdes ut för allmänheten att beskåda.

Skattkammaren är ett museum i källarvalven under Rikssalen på Stockholms slott, där Sveriges riksregalier och andra värdefulla föremål visas för allmänheten. Skattkammaren öppnades 1970 efter ett riksdagsbeslut och planerades efter slottsarkitekten Sven Ivar Lind. Innan dess kunde riksregalierna bara beskådas vid Riksdagens högtidliga öppnande och andra ceremonier. Skattkammaren nås via en ingång i södra slottsvalvet.

## Föremål

### Riksregalierna
Riksregalierna har historiskt använts som symboler för den svenska monarkin. De inkluderar bland annat ett av Gustav Vasas svärd och kronan, riksäpplet, spiran och riksnyckeln från Erik XIV.

### Övriga föremål
Karl XI:s silverdopfunt som traditionellt används vid kungliga dop förvaras i Skattkammaren. Den tillverkades före, och räddades undan, den stora slottsbranden på Slottet Tre Kronor 1697. Sveno-tapeten, som var en av tre bevarade tapeter tillverkade för Erik XIV och upphängda på Tre kronor, räddades även de undan slottsbranden och förvaras här.
Utöver själva riksregalierna visas även regaliernas fodral, samt bland annat ordenskors och kraschaner för svenska statsordnar.